# Корнелий Хрисогон
Луций Корнелий Хрисогон (лат. Lucius Cornelius Chrysogonus; умер после 80 г. до н. э.) — вольноотпущенник Суллы, против которого выступал Цицерон.
Сулла назначил его в 82 г. до н. э. ответственным за проскрипции. Хрисогон приобрёл за 2000 динариев имущество запрещенного Секста Росция Америна, стоимостью 250 талантов. Затем Хрисогон обвинил сына Росция, Секста Росция, в убийстве своего отца. В 80 г. до н. э. Хрисогон, в свою очередь, был обвинён в коррупции Марком Туллием Цицероном, который защищал Секста Росция во время суда. После суда о Хрисогоне известно очень мало.